# Paula Melissa
Paula Melissa Di Nardo (Santo André, 23 de agosto de 1974) é uma atriz, jornalista e ex-estilista brasileira.

## Carreira
Foi capa da revista Playboy em janeiro de 1997. No mesmo ano, desfilou no Carnaval de São Paulo pela escola de samba X-9 Paulistana.
Teve destaque na TV quando interpretou a personagem Dona Fifi de Assis na Escolinha do Barulho, da RecordTV, que tirava a roupa quando tirava nota 10.
Também foi assessora de imprensa da Câmara Municipal de Suzano.
Atualmente, ela é estilista de roupas, desenha modelos e produz vestidos para sua própria coleção.

## Vida pessoal
Viveu com Edu Guedes entre 1999 e 2001.

## Filmografia

### Televisão
| Ano  | Título               | Papel         |
| ---- | -------------------- | ------------- |
| 1997 | Mandacaru            | Geralda       |
| 1999 | Escolinha do Barulho | Fifi de Assis |
| 2004 | Turma do Gueto       | Suzana        |
| 2004 | Meu Cunhado          | Drª Cláudia   |
| 2008 | Código Jovem         | Marcela       |

### Cinema
| Ano  | Título         |
| ---- | -------------- |
| 1996 | Olhos de Vampa |